# 17 (szám)
A 17 (tizenhét) (római számmal: XVII) a 16 és 18 között található természetes szám.

## A matematikában
A tízes számrendszerbeli 17-es a kettes számrendszerben 10001, a nyolcas számrendszerben 21, a tizenhatos számrendszerben 11 alakban írható fel.
A 17 páratlan szám, prímszám. Mírp. Kanonikus alakban a 171 szorzattal, normálalakban az 1,7 · 101 szorzattal írható fel. Két osztója van a természetes számok halmazán, ezek növekvő sorrendben: 1 és 17.
A 19-cel ikerprímek. Az Eisenstein-egészek körében Eisenstein-prím. Jó prím.
A 17 n2 + 1 alakú prímszám (lásd: Landau-problémák). Leyland-prím, tehát felírható {\displaystyle x^{y}+y^{x}} alakban; egyben másodfajú Leyland-prím, tehát felírható {\displaystyle x^{y}-y^{x}} alakban..
Az első négy prímszám összege (2+3+5+7). A 17 a hatodik Mersenne-prímkitevő, eredménye 131 071.
A 17 a harmadik Fermat-prím, tehát felírható 22n+1 alakban, ahol konkrétan n = 2. Mivel a 17 Fermat-prím, a szabályos tizenhétszög szerkeszthető sokszög, amit Carl Friedrich Gauss bizonyított. Proth-prím, azaz k · 2ⁿ + 1 alakú prímszám.
A 17 az egyetlen pozitív prímszám a Genocchi-számok között. A harmadik Stern-prím.
Perrin-prím.
A tizenhét a 39 és az 55 valódiosztóösszeg-függvénye.

## A tudományban
- A periódusos rendszer 17. eleme a klór.
- A Messier-katalógus 17. objektuma (M17) az Omega-köd.

## A mitológiában, a mindennapi életben
Az olasz kultúrában nem a 13-at, hanem a 17-es számot tartják balszerencsésnek. Római számokkal ez XVII, amelynek a betűit át lehet rendezni VIXI-re. Latinul ez azt jelenti: „éltem”, azaz az „életemnek most vége”. Olaszországban gyakoriak az olyan épületek, amelyeknek nincsen 17. emelete vagy 17. szobája. Az Alitalia nemzeti légitársaság repülőgépein nincsen 17-es üléssor, ahogyan a sok olasz városba repülő német Germanwings gépein sincs. A Renault R17-es modelljeit az olasz piacon R177 néven forgalmazta.
A 17. oldalra is szoktak pecsételni a könyvtári könyveknél. Azért ide, mert 16 oldal egy ív, ha az kiszakad még beazonosítható legyen a könyv.[forrás?]

## Film
- A tavasz 17 pillanata szovjet filmsorozat
- Megint 17 amerikai vígjáték